# Granatin B
Granatin B je elagitanin prisutan u voću Punica granatum (nar). Ovaj molekul sadrži enantiomernu dehidroheksahidroksidifenilnu grupu.
On je visoko potentantan inhibitor karbonske anhidraze.